# Antoine-Alexandre-Joseph Gosse
Pour les articles homonymes, voir Gosse.
Antoine-Alexandre-Joseph Gosse, né le 23 février 1744 à Saint-Amand et mort le 15 février 1797 à Prague, est un historien et homme de lettres français, membre de l’Académie des sciences, lettres et arts d'Arras.

## Biographie

### Jeunesse et formation
D’une famille originaire de Douai établie à Saint-Amand en 1725, Gosse fit sa première éducation dans la maison paternelle et dans les écoles de Saint-Amand. Il voyagea, parcourut le Midi de la France, l’Italie, résida même à Florence, où il fut reçu membre de la Société des Spogliati, avant de revenir en toute hâte au pays natal après la mort soudaine de son père et d’un de ses frères, Georges-Alexandre, né en 1735, à vingt-quatre heures d’intervalle l’un de l’autre, victimes de leur zèle pour la recherche médicale, après avoir fait sur eux-mêmes l’essai d’un remède qu’ils avaient cru efficace et qui leur donna la mort. Ils furent déposés, le 11 novembre 1772, dans le même caveau.
Il entra assez jeune bientôt dans l’abbaye d’Arrouaise, où il trouva un milieu au développement de ses facultés intellectuelles. Il prit le nom de « Dom Floride », sous lequel il est généralement connu, d’après l’abbé d’Arrouaise Dom Tabary, qui l’avait plus particulièrement entouré de son dévouement, à l’abbaye d’Arrouaise. La vivacité de son esprit, ses qualités, la délicatesse de ses vers, son érudition, lui valurent bientôt la familiarité des grands, l’amitié des poètes et la confiance des savants. 

### Membre de l'Académie d'Arras
Il eut de grandes relations avec l’abbé de Saint-Léger. Sous sa direction, Dom Gosse entreprit des recherches très sérieuses. Il eut également des relations suivies avec l’original Cousin Jacques dont il donne l’origine du sobriquet à la page 92 de ses Essais posthumes. Ce curieux recueil n’est d’ailleurs pas posthume du tout puisqu’il parut vers 1791, soit six ans avant la mort de l’auteur, sous le titre complet d’Essais posthumes en vers et en prose, par un Belge, de l’Académie d’Arras, de la S. pat. de Bretagne, et de celle de Spogliali de Florence, à Lille, de l’imprimerie de Léonard Danel, vol. in-8° de 186 p.. Ce volume au titre insolite, puisque l’auteur n’était ni mort ni belge, de surcroît, est dédié aux mânes de Charles-Hubert de Longueval, ami particulier de l’auteur, qui eut jusqu’à sa mort des relations intimes avec toute cette famille, dont il écrivit l’histoire. On y trouve une épitre à Alexandre-Xavier Harduin, secrétaire-perpétuel de l’Académie d’Arras, et une autre pièce au même Harduin, sur sa guérison après une maladie ; deux épitres au comte de Couturelle, chambellan de l’électeur Palatin, membre honoraire de l’Académie d’Arras : une ode sur l’érection de la Société littéraire d’Arras en Académie ; des vers pour le portrait de M. de Grandval ; une épitre à M. Le Gay, de l’Académie d’Arras et une lettre au même ; des vers à M. le baron Deslions ; le discours de réception de Dom Gosse à l’Académie d’Arras. Les Eaux de Saint-Amand, œuvre de la jeunesse de l’auteur, rééditée par B. Desailly, se trouvent aussi dans ce volume. On y voit encore une lettre sérieuse et érudite à l’abbé de Saint-Léger sur le roman de Jean-sans-Peur, et à côté de ce travail des épigrammes, des portraits, des saillies, des épitaphes comiques, une épitre et une lettre au Cousin Jacques. Ce même volume reproduit une poésie imitée de Gulliver et intitulée Mon rêve, ou les Immortels, 3e édition. Il constitue, à l’exception de son histoire d’Arrouaise et de son histoire des Longueval, une collection complète des œuvres de Dom Gosse. Il contient même deux pièces de vers qui ont trait à cette famille, l’une sous la forme d’une épitre au comte de Bucquoy, et l’autre sous celle d’un compliment à l’évêque de Saint-Omer, fait pour Mlle C. de Longueval de La Vasserie, âgée de treize ans. La seule pièce qui manque à ce recueil est la Lettre sur un passage de l’Histoire du Vermandois, 1774, in-4°, 7 p. Ce volume montre l’homme aimable, le versificateur facile, le compagnon un peu gai derrière lequel pouvait se cacher le moine et le savant.
Dom Gosse, qui avait été admis à l’Académie d’Arras le 8 février 1777, en fit l’un des plus assidus et des plus actifs et pendant les quinze ans qui s’écoulèrent depuis lors jusqu’à la suspension des séances de l’Académie à la Révolution. Beaucoup de ses poésies, dont nous avons plus haut donné les titres, ont été lues dans les séances de la Société.

### Historien de la congrégation d'Arrouaise
L’auteur a signé de son nom et de sa qualité l’Histoire de l’abbaye et de l’ancienne congrégation des chanoines réguliers d’Arrouaise, avec des notes critiques, historiques et diplomatiques, par M. Gosse, prieur d’Arrouaise, de l’Académie d’Arras : À Lille, chez Léonard Panel, 1786, un volume in 4° de 632 p., une œuvre sérieuse et durable, d’autant plus consultée pour l’histoire toute une nombreuse série de monastères, que ces abbayes n’existent plus, et que beaucoup de documents que contient cet ouvrage n’existent pas ailleurs. Ce livre tire son origine de la publication, en 1774, d’une correspondance intitulée Lettre sur un passage de l’Histoire du Vermandois, à propos d’un différend survenu entre lui et l’abbé Colliette, curé de Gricourt qui, dans son Essai chronologique pour servir à l’Histoire du Vermandois, avait reproché aux abbayes d’Eaucourt, d’Anouaise, et de Royaumont, de ne pas avoir répondu à ses lettres, et de lui avoir refusé l’autorisation de feuilleter leurs archives. Le curé de Gricourt s’étant servi à cette occasion de termes excessivement blessants pour ces abbayes, ces reproches injustes piquèrent sensiblement le chanoine Gosse et hâtèrent la mise au jour de son ouvrage sur Arrouaise : « Afin de prévenir de nouveaux reproches, je vais de mon côté compiler des Mémoires pour servir à l’histoire d’Arrouaise. Je dirai quel abbé s’appelait Pierre, quel abbé s’appelait Paul ; quel frère a défriché telle partie de bois, quel frère a été préposé à telle métairie. Je ferai un petit magasin de petites notes, je le rendrai public et chacun pourra y puiser selon ses besoins, sans se donner la peine de m’écrire. » Au lieu du « petit magasin de petites notes » annoncé, Dom Gosse a donné une œuvre de longue haleine, un livre longuement préparé, coordonné avec clarté d’un style grave, naturel, facile, d’une lecture instructive qui montre une érudition véritable. L’ouvrage de Dom Gosse est divisé en deux parties. La première donne, en vingt chapitres, l’histoire de l’abbaye d’Arrouaise, comme abbaye et comme maison-mère d’un très grand nombre d’autres abbayes formant la congrégation du même nom. La seconde donne, en cinq chapitres seulement, l’histoire abrégée de chacune des maisons qui dépendaient d’Arrouaise. À cette seconde partie sont annexées une quantité considérable de pièces justificatives et autres documents qui, avec les nombreuses notes en bas de pages, donnent toutes les archives de l’abbaye. L’information toujours puisée aux sources manuscrites et aux documents officiels de l’abbaye qui permet à l’auteur de réformer çà et là le Gallia christiana, les Bollandistes et les écrivains du pays.
Ce précieux volume, fruit d’un long travail, œuvre sérieuse, l’un des meilleurs livres que nous ayons.

### Disparition d'un érudit
Lors de la première suppression incomplète des couvents, Dom Gosse vint habiter, avec ses confrères d’Arrouaise, l’abbaye Saint-Vaast d’Arras où il offrit aux religieux plusieurs exemplaires de son histoire au nom des chanoines d’Arrouaise et au sien. lorsqu’il dut s’exiler, il fut reçu à Prague, dans l’hôtel de la famille Longueval, dont il avait toujours été l’ami. Il y employa ses loisirs forcés à l’achèvement de son histoire de la famille, publiée à Prague, sous le titre Histoire du comte de Bucquoi de Longueval, généralissime des armées de l’empire. Le gros travail qu’il fournissait à Prague ainsi que son chagrin à la vue des événements de France eurent raison de sa robuste constitution et il y succomba d’un coup d’apoplexie à l’âge de 53 ans.

## Sources
- Eugène Van Drival, Histoire de l’Académie d’Arras depuis sa fondation, en 1737, jusqu’à nos jours, Arras, A. Courtin, 1872, 413 p. (lire en ligne), p. 304-319.